# Хижина
Хи́жина — примитивное жилище человека. Хижина занимает промежуточное положение между простым укрытием и домом. Строится из различного доступного материала: веток, стволов деревьев или камня. Может быть круглой или прямоугольной в плане. Как правило, однокамерная. В современном языке хижиной и лачугой также называют небольшой бедный дом.

## История
Хижина является дальнейшим развитием способов защиты от непогоды и диких зверей, таких как ветровой заслон или пещера. Хижины впервые появляются в степных районах и соответствуют аналогичным по назначению строениям, таким как землянки, характерным для регионов с холодным климатом. В болотистой местности для размещения хижин используются приподнятые над водой помосты на сваях или насыпи.
Первые хижины имели наиболее простую куполообразную форму и строились из ветвей и кустарника. По мере развития общества форма меняется, переходя к конической, а затем и четырёхугольной. Форма крыши меняется на двускатную, что постепенно приближает вид хижины к современному дому.